# Sacha Bansé
Sacha Jordan Bansé (* 16. března 2001) je profesionální fotbalista z Burkiny Faso, který hraje na pozici záložníka za německý klub SpVgg Greuther Fürth. Narodil se v Belgii, ale hraje za národní tým Burkiny Faso.

## Klubová kariéra
Bansé je mládežnickým produktem belgických klubů Gierle, De Kempen, Westerlo, Mechelen a Gent. Dne 16. července 2022 podepsal profesionální smlouvu se Standardem Lutych a ihned byl poslán do jejich rezervy. Svůj seniorský debut si odbyl 3. června 2023 při prohře 3:1 v Jupiler Pro League s Gentem. Dne 19. července 2023 prodloužil smlouvu se Standardem Lutych do roku 2026. Dne 1. září 2023 přestoupil do francouzského klubu Valenciennes FC na hostování do konce sezóny 2023/24.
Bansé se připojil ke klubu Greuther Fürth hrající 2. Bundesligu v srpnu 2024 a podepsal zde dlouhodobou smlouvu. Poplatek za přestup zaplacený Standardu Lutych nebyl zveřejněn.

## Reprezentační kariéra
Bansé se narodil v Belgii otci z Burkiny Faso a belgické matce. V červnu 2023 byl povolán do národního týmu Burkiny Faso na několik kvalifikačních zápasů na Africký pohár národů 2023. V národním týmu Burkiny Faso debutoval při přátelské prohře 2:1 s Íránem 5. ledna 2024.